# 原口元氣
原口元气（（日语：／ Haraguchi Genki，1991年5月9日—），日本足球運動員，司職中場。

## 俱樂部生涯
1991年5月9日，原口元气出生于日本埼玉县熊谷市。2003年，年仅12岁的原口元气代表埼玉县的江南南部童子军在全日本小学生U12年龄组决赛中以14-2的悬殊比分战胜对手拿到了全日本冠军，身披9号球衣的原口元气与10号盐田光打进球队14个进球中的12个进球，而原口元气不仅自己打入了6个进球还送上了8个助攻，参与了本队所有的14粒进球。
2008年5月23日，原口元气以2種登录的身份加盟日职球队浦和红钻。5月25日，他在日本聯賽盃和名古屋鲸鱼的比赛中出场，第一次在职业比赛亮相。
2009年1月30日，原口元气正式加盟浦和红钻，他是球队史上签约的最年轻日本人（虽然沙治奧·艾斯古迪路在2005年加盟球队的年龄更小，但他在2007年才加入日本国籍）。3月7日，在联赛第一轮和鹿岛鹿角的比赛中出场，原口元气首次在日职联赛出场。4月12日，他在联赛第五轮和名古屋鲸鱼替补受伤的田中达也出场，并在比赛中射进职业生涯的首个进球，成为为浦和红钻进球的最年轻日本籍球员（17岁11个月3天）。
2009年4月27日，他成为史上和俱乐部签订A级合同的第四年轻球员，仅次于森本貴幸、阿部勇樹和稻本潤一。在该赛季中，由于田中达也和梅崎司受到伤病困扰，原口元气在联赛中总共出场32次，在俱乐部仅次于阿部勇樹排名第二。
2010年赛季，原口元气主要作为球队的替补球员，在后期由于伤病增多，他又成为主力。
2011年赛季，他是处于低迷状态中的浦和红钻的重点得分手，赛季出场30次射进9球。
2011年6月，原口元气和浦和红钻续约到2015年1月，2012年赛季，原口元气在开始是球队的主力前锋，但中段开始作为替补出战，9月28日，他在和柏雷素尔的比赛中第27分钟被替换下场，对教练换人觉得不满的原口元气没有理会球队支持者而直接回家，之后他为其当天的行为公开道歉。
2014年5月25日，原口元气加盟德甲联赛的柏林赫塔，转会费为50万欧元，与柏林赫塔签约四年，8月23日，在德甲首轮柏林赫塔对阵云达不莱梅的比赛中，原口元气受到对方球员粗野的冲撞倒地，肩部受伤。
2015年9月12日，在德甲联赛第4轮柏林赫塔坐镇柏林奥林匹克球场2-1击败斯图加特的比赛中，原口元气打入1球。
2017年2月4日，在德甲联赛第19轮柏林赫塔对阵因戈尔施塔特的比赛中，原口元气在开场59秒打进全场唯一进球，帮助球队主场1-0小胜因戈尔施塔特。赛后，原口元气入选德甲第19轮最佳阵容同时当选德甲第19轮最佳球员。
2017年10月1日，在德甲联赛第7轮，拜仁慕尼黑做客2球领先的情况下2-2被柏林赫塔逼平，原口元气戏耍拜仁整条防线助攻安德烈·杜达破门。10月17日，德国足协官方宣布对柏林赫塔攻击手原口元气禁赛两场，并处以1万欧元的罚款。原因是在德甲比赛柏林赫塔对阵沙尔克04时，原口元气在第44分钟犯规并被罚下。
柏林赫塔与原口元气完成续约并将其租借到目前领跑德乙的杜塞尔多夫直至本赛季结束。
德甲漢諾威96宣布，日本国脚原口元气从柏林赫塔转会加盟。据外媒报道，原口元气与汉诺威96签约3年，转会费为400万欧元。
漢諾威96在2019年降级，原口元气并没有离队。在上赛季升级失败后，原口元气的目标是在本赛季中率队回到德甲。
5月27日，据柏林联合官方的最新消息，球队正式与来自德乙球队漢諾威96的日本国脚原口元气签约，他以自由身加盟，官方并未透露签约的合同年限。
德甲斯图加特官方宣布签下柏林联合的日本球员原口元气。斯图加特与原口元气签约至2024年6月，原口元气将身穿17号球衣。

## 國家隊生涯
原口元气在2010年底入选日本国家足球队参加2011年亚洲盃的50人初选名单，但并没有进入最终的23人名单。2011年10月7日，在日本主场1-0战胜越南的比赛中，原口元气首次代表国家队出场。
2013年7月28日，在2013年东亚盃日本2-1战胜南韓的比赛中，原口元气攻入个人国家队首球。
2016年9月6日，在2018年俄罗斯世界盃亚洲区12强赛第二轮B组日本客场对阵泰國的比赛中，原口元气在上半场头球破门，帮助日本客场取胜。
2016年10月6日，2018年世界盃亚洲区12强赛B组第三轮日本主场迎伊拉克。第25分钟，原口元气右脚后跟破门，帮助日本主场2-1战胜伊拉克。
2016年11月15日，2018年世界盃亚洲区预选赛第三阶段B組展开第五轮争夺。坐镇主场埼玉2002世界杯体育场的日本2-1击败最后10人应战的沙特阿拉伯，第80分钟，原口元气推射破门，连续四场世预赛比赛进球。
2018年7月3日，2018年世界盃1/8决赛第六场比赛在罗斯托夫球场展开角逐，原口元气禁区右侧12码处低射远角入网先拔头筹，可惜最终被比利時三球逆转，以2比3惜败。

## 個人生活
原口元气有一位美貌如花的妻子，名叫香屋真理子。香屋真理子比原口元气年长4岁。

## 榮譽
杜塞爾多夫
- 德國足球乙級聯賽冠軍 : 2017–18

## 外部連結
- Genki Haraguchi/原口元気的X（前Twitter）
- Genki Haraguchi的Instagram帳戶
- Soccerway資料庫：原口元氣